# عبد اللطيف أبو جبارة
عبد اللطيف أبو جبارة، مناضل شيوعي فلسطيني،  عرف باسم "عبد اللطيف"، واسمه "عبد الرحمن"، وكنيته أبو موسى. 
ولد في قرية صميل يافا، ونشأ في عائلة سقط منها عدد من الشهداء، منهم خاله إبراهيم غنيم، قائد عملية في سوق محني يهودا عام 1935، وصبحي أبو جبارة قائد جيش الجهاد المقدس في منطقة يافا وطولكرم وأحد قادة معركة القسطل. 
درس في جامعة النجاح في نابلس عام 1947 وكان تلميذ وصديق للشاعر عبد الرحيم محمود وقد كان له أثر كبير في عبد اللطيف. لم يكمل دراسته بسبب النكبة وانضم إلى الحرس الوطني وخاض عدة معارك مع القوات الإسرائيلية في مناطق طولكرم التي نزحت لها عائلته. 
انضم إلى الحزب الشيوعي الأردني مبكرا وآمن بالنظرية الماركسية اللينينية الثورية وأصبح من قيادات الحزب ومسؤول منطقة طولكرم فيه واعتقل عدة مرات من قبل الحكومة الأردنية لتوزيعه مناشير وقيادته مظاهرات هناك وفي الضفة. 
أصبح من قيادات الجبهة الوطنية المعارضة وكان دائما من أبرز المعتقلين على خلفية المظاهرات والصدامات مع الحكومة الأردنية.

## السجن
اعتقل في عام 1955 بتهمة انتمائه للحزب الشيوعي وصدر حكم بحبسه 19 عاما قضى منها 12 عاما في سجن الجفر مع يعقوب زيادين وفؤاد نصار وعبد الرحمن منيف ونبيه ارشيدات وعبد الرحمن شقير وغيرهم. أطلق سراحه بعد تشكيل حكومة سليمان النابلسي لفترة بسيطة ثم اعتقل مجدداً بعد إقالة النابلسي ليقضي بقية محكوميته. انشق عن الحزب الشيوعي داخل السجن بعد اعتراف الحزب بإسرائيل ولم يعلن انشقاقه حتى لا يقال أنه استنكر الحزب هربا من السجن بسبب صعوبة ظروف السجن في الجفر الصحراوي، علماً بأن الحكومة كانت تطلق سراح كل شيوعي يستنكر الحزب حينها.

## الكفاح المسلح
خرج عام 1966 وتوجه إلى دمشق. كان من مؤسسي المنظمة الشعبية لتحرير فلسطين والتي كانت مدعومة من سوريا وتحديدا من كتلة الفريق في الجيش السوري عفيف البزري. كانت المنظمة الشعبية تضم نخبة من القيادات العسكرية الفلسطينية في ذلك الوقت مثل العقيد الشهيد ورئيس أركان جيش التحرير الفلسطيني عبد العزيز الوجيه والعميد الحالي في جيش التحرير سمير الخطيب، وضمت أيضا سياسيين مثل يحيى حمودة رئيس المجلس الوطني الفلسطيني ومسلم بسيسو وخليل الهندي وغيرهم. قامت المنظمة بعمليات نوعية ضد إسرائيل انطلاقا من قواعدها في الأردن وقد كانت من أكثر المنظمات نشاطا من الناحية العسكرية بعد النكسة حتى عام 1969 بسبب الخلفية العسكرية لمعظم منتسبيها. انشق عدد من قيادات المنظمة وانضموا للجبهة الديمقراطية في أواسط عام 1969 ثم جاء أيلول الأسود واندلعت المواجهات بين الفصائل الفلسطينية والجيش الأردني وانتهت المنظمة شأنها في ذلك شأن الكثير من الفصائل الفلسطينية الأخرى وكان عبد اللطيف أبو جبارة آخر أمين عام لها. انتقل مع المقاومة ولازمها وأصبح عضوا في المجلس الوطني الفلسطيني.

## العمل الدبلوماسي
أصبح عبد اللطيف أبو جبارة (أبو موسى) سفيرا لمنظمة التحرير الفلسطينية وتقلد عدة مناصب مهمة في المنظمة حيث عمل مدير لمكاتبها في دول شيوعية منها الاتحاد السوفيتي والصين. ظل أبو موسى من أبرز المعارضين لسياسة الرئيس الراحل ياسر عرفات. وكان من أشد قيادات المنظمة معارضة لنهج التسوية وبقي راديكاليا لا يؤمن إلا بالكفاح المسلح لتحرير فلسطين.

## النضال السياسي
استقر في عمان بعد تسلمه منصب مدير مكتب منظمة التحرير في الأردن. بقي معارضا لنهج التسوية وللقاءات مدريد واتفاقية أوسلو في كتاباته ومقابلاته مع الإعلام ومشاركاته في المؤتمرات الداعمة للقضية الفلسطينية. توفي في العاصمة الأردنية في عام 2017 ودفن فيها.